# Robert Barnes
Robert Barnes (ur. w 1979) – jamajski lekkoatleta specjalizujący się w rzucie oszczepem.
Brązowy medalista mistrzostw Ameryki Środkowej i Karaibów (2003).
Wielokrotny złoty medalista mistrzostw Jamajki. 
Rekord życiowy: 68,97 (21 czerwca 2003, Kingston) – były rekord Jamajki.